# Iré-le-Sec
Iré-le-Sec es una comuna francesa situada en el departamento de Mosa, en la región de Gran Este.

## Demografía
| 178 | 178 | 177 | 153 | 133 | 132 | 154 |
| Para los censos de 1962 a 1999 la población legal corresponde a la población sin duplicidades (Fuente: INSEE [Consultar]) |     |     |     |     |     |     |